# Gustav Bothe
Gustav Bothe (* 11. August 1870 in Hannover; † 6. März 1948 ebenda) war ein deutscher Jurist und hoher Versicherungsbeamter.

## Leben
Gustav Bothe war ein Sohn des Juristen Traugott Bothe. Er studierte an der Albert-Ludwigs-Universität Freiburg und schloss sich 1889 dem Corps Rhenania Freiburg an. Er war verheiratet mit Charlotte Bithorn, Tochter des Stiftssuperintendenten Wilhelm Bithorn aus Merseburg. Bothe war Landesrat in Merseburg und Leiter der Sächsischen Provinzialbank. Er war der erste Leiter der Lebensversicherungsanstalt Sachsen-Thüringen-Anhalt. Seit 1909 führte er nebenamtlich die Geschäfte des ersten Stellvertreters des Generaldirektors der Provinzial-Städtefeuersozietät. Er übernahm am 1. Juli 1924 die Leitung der Anstalt in einer sehr kritischen Zeit; die Versicherungsanstalt hatte durch den Währungsverfall den größten Teil ihres Vermögens verloren. Neben der Modernisierung durch Aufnahme der Haftpflichtversicherung betrieb er die Motorisierung und Verbesserung des Feuerlöschwesens und der Wasserversorgung. 
Von 1928 bis 1933 stand er an der Spitze des Verbandes und der Vereinigung öffentlicher Feuerversicherungsanstalten in Deutschland. Er trat am 1. Oktober 1936 in den Ruhestand zog nach Hannover.
Seine Tochter Margarete Bothe wurde am 12. April 1945 zusammen mit 51 anderen politischen Häftlingen in Lindenthal bei Leipzig von der Gestapo ermordet. Das war nicht der einzige Schicksalsschlag, den die Familie von Gustav Bothe erlitt, auch ihr Sohn Gerhard Bothe war im Krieg gefallen.